# 抜粋
| ウィキペディアには「抜粋」という見出しの百科事典記事はありません（タイトルに「抜粋」を含むページの一覧/「抜粋」で始まるページの一覧）。 代わりにウィクショナリーのページ「抜粋」が役に立つかもしれません。 |